# 夏伟东
夏伟东（1960年1月—），安徽宿州人，汉族，中国共产党党员。中华人民共和国政治人物、第十三届全国人民代表大会北京地区代表。2018年至2023年10月任《求是》杂志社社长。

## 生平
2018年2月24日，当选为第十三届全国人大代表。